# Lisa Canning
Pour les articles homonymes, voir Canning.
Lisa Canning est une actrice américaine, née à Saint Thomas (Îles Vierges le 7 novembre 1966).

## Biographie
Depuis 2000, elle est mariée à un dénommé Harold Austin[réf. nécessaire].

## Filmographie
Télévision
- 1963 : Hôpital central (General Hospital) (série télévisée) : Meg Lawson #2 (1993)
- 1973 : Les Feux de l'amour (The Young and the Restless) (série télévisée) : Adrienne (2004-2005)
- 1991 : Enquêtes à Palm Springs (P.S.I. Luv U) (série télévisée) : Dori (1991)
- 1992 : Knights and Warriors (série télévisée) : Hostess
- 1999 : Destination Stardom (série télévisée) : Host
- 2002 : Beyond with James Van Praagh (série télévisée) : Co-host
- 2005 : Dancing with the Stars (série télévisée) : Host
- 2005 : Dancing with the Stars (Dance Off) (TV) : Host

Cinéma
- 1996 : Ladykiller : Leslie Vance
- 1996 : Scream : Reporter with Mask
- 2004 : Intermission : Perfume Admirer
- 2004 : Le Jour d'après (The Day After Tomorrow) : L.A. Anchorwoman